# Vanhoeffenura praegrandis
Vanhoeffenura praegrandis är en kräftdjursart som först beskrevs av George och Menzies 1968.  Vanhoeffenura praegrandis ingår i släktet Vanhoeffenura och familjen Munnopsidae. Inga underarter finns listade i Catalogue of Life.